# Вирма
Вирма (рус. Вирма, ксам. Варрьм ё̄гк) малена је река која протиче преко централних делова Мурманске области на крајњем северозападу европског дела Руске Федерације. Свој ток започиње у мочварном подручју на обронцима Коперварака на надморској висини изнад 280 метара. Протиче преко подручја обраслог четинарским шумама, обале су јој местимично замочварене, а на једном мањем делу у доњем делу тока у кориту су приметни мањи брзаци. Након 27 km тока улива се у језеро Ловозеро на његовој северозападној обали. Припада басену реке Вороње и Баренцовог мора.
Површина сливног подручја реке Вирме је око 167 km². Целом дужином свога тока протиче преко територије Ловозерског рејона, а једино насељено место кроз које протиче је село Ловозеро.